# Strupina
Strupina je samota, část obce Nečín v okrese Příbram ve Středočeském kraji. Nachází se asi jeden kilometr západně od Nečína. Vesnicí protéká Strupina. Jsou zde evidovány dvě adresy. V roce 2011 zde trvale nikdo nežil.
Strupina leží v katastrálním území Nečín o výměře 8,62 km².

## Historie
První písemná zmínka o vesnici pochází z roku 1788.

## Obyvatelstvo
| Rok            | 1869 | 1880 | 1890 | 1900 | 1910 | 1921 | 1930 | 1950 | 1961 | 1970 | 1980 | 1991 | 2001 | 2011 | 2021 |
| -------------- | ---- | ---- | ---- | ---- | ---- | ---- | ---- | ---- | ---- | ---- | ---- | ---- | ---- | ---- | ---- |
| Počet obyvatel | 15   | 12   | 10   | 13   | 10   | 11   | 11   | 8    | 7    | 2    | 0    | 0    | 0    | 0    | 0    |
| Počet domů     | 2    | 3    | 3    | 3    | 3    | 3    | 3    | 4    | 4    | 2    | 0    | 1    | 1    | 1    | 1    |

## Obecní správa
Strupina vznikla roku 1910 jako část obce Nečín.